# Hipóxia
Hipóxia significa baixo teor (concentração) de oxigênio. Trata-se de um estado de baixo teor de oxigênio nos tecidos orgânicos cuja ocorrência é atribuída a diversos fatores. Ela pode ser causada por uma alteração em qualquer mecanismo de transporte de oxigênio, desde uma obstrução física do fluxo sanguíneo em qualquer nível da circulação corpórea, anemia ou deslocamento para áreas com concentrações baixas de oxigênio no ar.
As células cerebrais são extremamente sensíveis à privação de oxigênio. Algumas células cerebrais começam a morrer na verdade, menos de 5 minutos após o seu suprimento de oxigênio desaparecer. Como resultado, hipóxia cerebral pode rapidamente causar a morte ou graves danos cerebrais.
O Prêmio Nobel de 2019 em Fisiologia ou Medicina foi concedido a três cientistas por suas pesquisas sobre como as células detectam oxigênio e reagem à hipóxia.

## Classificação
A falta de oxigênio pode se restringir a um local do organismo (isquemia) sendo classificada pelo local afetado, por exemplo isquemia cerebral ou isquemia cardíaca, ou pode ser sistêmica. Quando o problema é a circulação do oxigênio no sangue também pode ser chamada também de hipoxemia. Quando o problema é por dificuldade pulmonar pode ser considerada como uma hipoventilação. Quando não há respiração pulmonar, por exemplo em um afogado ou lesão medular a nível da primeira cervical, passa a ser chamada de anoxia.

## A Hipóxia a Nível Celular
No nível celular a hipóxia causa, inicialmente, perda da fosforilação oxidativa e da produção de ATP pelas mitocôndrias, ou seja, inicialmente a hipóxia impede a célula de usar seu principal meio de obtenção de energia. A ausência de energia levará a uma série de mudanças metabólicas e morfológicas na célula, podendo levá-la à morte.
Inicialmente a atividade da ATPase Na+/K+ dependente é bloqueada, e isso leva à completa perda da homeostasia iônica da célula, ocorre influxo de Na+ para o citoplasma e por osmose também ocorre entrada de água. Neste momento a célula se torna edemaciada, com bolhas na membrana plasmática, perda de micróvilos e desagregação de ribossomos do retículo endoplasmático rugoso. Ao microscópio eletrônico são visíveis mitocôndrias também edemaciadas, com massas amorfas em seu interior quando a lesão evolui.
A ausência de ATP leva a inatividade da bomba de Ca++, e o aumento da concentração de Na+ leva à inatividade do trocador de Na+/Ca++, com isso há aumento da quantidade de Ca++ citoplasmático. No citoplasma o Ca++ é responsável por ativar enzimas autolíticas como proteolases, endonucleases e fosfolipases danificando completamente a célula.
A digestão da célula pelas próprias enzimas lisossômicas também é ajudada pela redução do pH citossólico, que decorre da intensa atividade glicolítica anaeróbica da célula em busca de energia. Esta via leva ao acúmulo de ácido lático.

## Tipos de Hipoxia
- Hipóxia Hipóxica (de altitude): Resulta de uma troca gasosa inadequada na membrana capilar-alveolar. Isso pode ser causado por uma quantidade de oxigênio inadequada no ar inspirado, por defeito na ventilação ou por uma obstrução das vias respiratórias. Um suprimento deficiente de oxigênio para o sangue resulta em uma deficiência de oxigênio para os tecidos. Isso representa a causa mais comum de hipóxia encontrada na altutide e pode se tornar aparente acima de 3.000 metros acima do nivel do mar (já que a zona de vida normal é considerada até 3.000 metros de altitude).
- Hipóxia Hipêmica (anêmica) ou hipoxemia: Acontece devido à redução da capacidade carreadora de oxigênio da hemoglobina. As causas desta forma de hipóxia incluem anemia, perda sanguínea, envenenamento por monóxido de carbono, medicamentos à base de sulfa e tabagismo excessivo.
- Hipóxia Estagnante: É uma deficiência de oxigênio no corpo devido à circulação pobre. Isto pode acontecer quando o débito cardíaco não satisfaz as necessidades teciduais. Outras causas de hipóxia estagnante incluem coleção venosa, espasmo arterial, oclusão de um vaso sangüíneo ou longos períodos de respiração por pressão positiva.
- Hipóxia Histotóxica: é a incapacidade dos tecidos corporais em utilizar o oxigênio disponível. O envenenamento por cianeto e monóxido de carbono (que reduz a capacidade da hemoglobina em se combinar com oxigênio), ingestão de álcool e narcóticos podem resultar em hipóxia histotóxica.
- Hipóxia (hipoventilação) de treinamento: Não é patológica, é causada por exercício excessivo e muito comum no treinamento físico aeróbico. Os músculos gastam o suprimento de oxigênio mais rápido que o organismo consegue suprir e precisa de vários minutos para se recuperar. A capacidade de oxigenar os músculos aumenta com o treinamento.[4]

## Lesão por Reperfusão
Uma célula que tenha sofrido lesão reversível causada pela hipóxia pode ser levada à morte caso a oferta de O2 seja restabelecida de súbito. Esse fenômeno é chamado de lesão por reperfusão e é atribuído a realização da fosforilação oxidativa por mitocôndrias semi-danificadas por hipóxia, o que leva a intensa liberação de radicais livres (principalmente ânions superóxidos). Além disso é possível que a hipóxia prejudique as vias de destoxificação de radicais livres como os antioxidantes (vitaminas A, C e E; e glutationa citosólico) e as enzimas catalases, superóxido dismutase e glutationa peroxidase.
Exitem quatro tipos de hipoxia: hipoxia hipoxia, Hipoxia Estagnante, Hipoxia anemica, Hipoxia Hitóxica.

## Reações Sistêmicas à Hipóxia
A hormona Eritropoietina ou, simplesmente, a Eritropoietina (glicoproteína) é produzida em estados de hipoxia. Uma pessoa com falência renal (hemodiálise dependente) produz tão pouca Eritropoietina que fica anêmica (chegando a ter 50% do número normal de hemácias).
O estado de hipoxia leva à síntese de eritropoietina que induz a produção de glóbulos vermelhos, mas essa resposta leva 2, 4, 5 ou mais dias para ter ação plena. Isso ocorre, por exemplo, quando a Seleção Brasileira de Futebol disputa a Copa América ou as Eliminatórias da Copa do Mundo e joga nos países com estádios na Cordilheira dos Andes com altitudes elevadíssimas e ar rarefeito, nos quais a quantidade de oxigênio é significativamente menor que em localidades ao nível do mar.